# Jean-Yves Le Talec
Jean-Yves Le Talec, né le 4 juillet 1958, est un sociologue français, chercheur à l'université Toulouse-Jean-Jaurès au pôle SAGESSE du Centre d'étude et de recherche travail, organisation, pouvoir (CERTOP). Ses principaux sujets de recherches sont la sociologie et l'anthropologie de la sexualité masculine, la construction sociale des identités sexuées, les politiques publiques de prévention santé (sida),. En 1990, il participe à l'introduction en France du mouvement des Sœurs de la Perpétuelle Indulgence sous le nom de Sœur Rita du Calvaire. Il est rédacteur en chef de Gai Pied d'octobre 1991 à février 1992. Il a travaillé au sein de l'association AIDES entre 1993 et 1995.

## Publications
- Olivier Jablonski, Jean-Yves Le Talec et Georges Sidéris, Santé gaie, L'Harmattan, coll. « Logiques sociales », 2010, 299 p. (ISBN 2-29611694-9 et 978-2296116948, présentation en ligne, lire en ligne)
- Daniel Welzer-Lang, Jean-Yves Le Talec et Sylvie Tomolillo, Un mouvement gai dans la lutte contre le SIDA : Les Sœurs de la Perpétuelle Indulgence, L'Harmattan, coll. « Logiques sociales », 2000, 315 p. (ISBN 2-73849300-9 et 978-2738493002, présentation en ligne, lire en ligne)
- Jean-Yves Le Talec, Folles de France : repenser l'homosexualité masculine, La Découverte, coll. « Textes à l'appui: Genre & sexualité », 2008, 331 p. (ISBN 2707152579 et 9782707152572, présentation en ligne)
- Jean-Yves Le Talec, La "figure de la folle" : approche sociologique de l'homosexualité masculine, 2003, 1220 p. (présentation en ligne)
- Jean-Yves Le Talec, chap. 8 « Genre et militantisme homosexuel l'importance des folles et du camp », dans Olivier Fillieule, Patricia Roux, Le sexe du militantisme, Les Presses de Sciences Po, 2009, 361 p. (ISBN 272461108X et 9782724611083, présentation en ligne), p. 205-222
- Jean-Yves Le Talec, L'éveil d'une nouvelle « conscience gaie », Liens entre la problématique pro féministe et la question gaie, Simone/SAGESSE